# Continent Aircompany
La Continent Aircompany (in russo: Авиакомпания «Континент») era una compagnia aerea russa con la base tecnica all'Aeroporto di Mosca-Domodedovo (IATA: DME), nell'Oblast di Mosca in Russia europea.

## Flotta storica
La Continent Aircompany operava la flotta composta dagli aerei russi: Tupolev Tu-154B-2/M, Ilyushin Il-76TD.

## Strategia
La Continent Aircompany aveva la base tecnica in Russia, la maggior parte dei voli cargo di linea della compagnia aerea erano effettuati tra l'Aeroporto di Mosca-Domodedovo e la parte asiatica della Russia, Africa, Europa e Medio Oriente. Inoltre, la compagnia aerea effettuava i voli di linea passeggeri con la flotta composta dagli aerei Tupolev Tu-154M dall'aeroporto di Mosca-Vnukovo.
Nel 2010 la Continent Aircompany ha trasportato 6,100 t di merce, il +2,45% in più rispetto al 2009, piazzandosi al 17º posto tra le compagnie aeree cargo russe.
Nel mese di luglio l'Ente di Aviazione Civile delle Russia Rosaviacija ha annullato la licenza di trasporto aereo di Continent Aircompany in seguito di insolvenza delle compagnia aerea nei confronti degli aeroporti russi nella misura di 32 milioni RUR.
29 luglio 2011 la compagnia aerea ha chiesto l'annullamento della licenza di trasporti aerei. 19 luglio 2012 la compagnia aerea russa ha dichiarato bancarotta.

## Accordi commerciali
- Volga-Dnepr